# Rathaus Jarmen

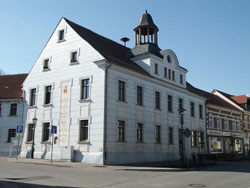

Das Rathaus Jarmen in Jarmen (Mecklenburg-Vorpommern), Dr.-Georg-Kohnert-Straße 5, stammt aus dem 19. Jahrhundert. Das Gebäude steht unter Denkmalschutz.

## Geschichte
Die Stadt Jarmen mit 2941 Einwohnern (2020) wurde 1269 erstmals als Germin erwähnt.
Das zweigeschossige, verputzte klassizistische Gebäude mit dem achteckigen Dachtürmchen mit einer Laterne sowie dem Dachhaus wurde Anfang des 19. Jahrhunderts errichtet. Am Giebel befindet sich eine Stadtchronik. Um 1966 wurde das Haus saniert.
Im Rahmen der Städtebauförderung wurde das Haus  1990/91 saniert. Ein rückwärtiger Anbau an der Scheunenstraße wurde 2020/21 geplant und soll 2021/22 realisiert werden.